# Louis Constant Ermel
Louis Constant Ermel (Gant (Bèlgica), 27 de desembre, 1798 - París, 1870) pianista i compositor belga.
En la seva vila nadiua va fer els primers estudis musicals, sent tant ràpids els seus progressos que aviat es traslladà a París per a completar-los sota la direcció de reputats professors. Entrà al Conservatori, tenint per professors a Zimmerman, Eler i Lamer, de piano, contrapunt i composició. El 1823 aconseguí el primer premi en el concurs obert per l'Acadèmia de Belles Arts i l'Institut de França, sent objecte del mateix la cantat Thisbé, amb orquestra. Viatjà per Alemanya i Itàlia, hi a Viena va fer executar el 1826 una obertura de la seva composició, i al retornar a París, procurà sense èxit donar-se conèixer com a compositor en l'Òpera Còmica.
En Lieja estrenà la seva òpera en un acte Le Testament (1836), que també es representà a Brussel·les (1838), a Gant se li premià un Stabat Mater (1840), i a París el 1848 el govern de la República li concedí un altre premi pel seu himne nacional Glorie à la noble France. A París es dedicà a la ensenyança de la música, fou membre de la Societat de Compositors de música, i de la Comissió municipal per l'ensenyança del cant a les escoles.
A més, és autor, de Le drapeau belge, cantata premiada el 1834 pel govern del seu país, i d'un Solfégc choral transpositeur.